# Industrijska poljoprivreda
Industrijska poljoprivreda je koncepcija poljoprivrede koja je nastala u SADu.  Uz pojam industrijske poljoprivrede često se kritiziraju osobito industrijski uvjeti pri obliku masovnog uzgoja životinja u velikim farmama.
Oznake industrijske poljoprivredne proizvodnje su:
- Visok stupanj specijalizacije,
- Intenzivna uporaba tehničkih sredstava,
- potrebe velikih ulaganja kapitala
- standardizirana masovna proizvodnja i
- racionalizacija svih proizvodnih procesa od proizvodnje do prerade i marketinga.

Razvoj industrijalizirane poljoprivrede, ne odnosi se samo samo nekoliko u agro-industrijskih korporacija. Uključuje sve više i tradicionalne tvrtke koje su u vlasništvu obitelji. 
U SADu je proces industrijalizacije u većini farma završen.
U Europskoj uniji proces je u punim tijeku. 
Pri uzgoju živitnja ništa se ne prepusta slučajnosti: Uzgaja se sve dok "proizvod životinjskoga podrijetla" želje kupaca ispunjava.
Ishrana se obavlja po znastvenim kriterijima: deset kilograma kukuruza moraju proizvesti jedan kilogram junećeg ili gotovo dva kilograma svinjskog mesa.
Pri hranjenjem sa sojom i drugim sredstvima za ubrzavanje rasta tele dobiva u 24 sata priblizno dvije kile mesa.
Nakon 150 dana dosegnu optimalnu težinu za klanje od 600 kilograma. Na pašnjacima pri konzervativnim biološkim uzgoju bi za tu kilažu trebalo čekati gotovo dvije godine.

## Kritika
Među utjecajom na okoliš u SAD i u Nizozemskoj posebno se naglašava erozija tla, salinizacija tla i utjecaj poljoprivrednih kemikalija (pesticida i gnojiva) na podzemne vode.
Zbog industrijske proizvodnje također nastaju i zdravstvene tegobe za životinja i za ljude. 
Kritika je industrijske poljoprivredom se odnosi i na orijentaciju na svjetsko tržište te ovisnost kod zemalja u razvoju u kojima zbog niže cijene donosi nepredvidljive posljedice za lokalnu poljoprivredu, uništavanje domaće proizvodnje te tamošnju orijenaciju na uvoz jeftinih prehrambenih proizvoda.